# 超惑星戦記 メタファイト
『超惑星戦記 メタファイト』は、サン電子のアクションシューティングゲーム。1988年にファミリーコンピュータ用ソフトとして発売され、日本国外ではBlaster Master（ブラスター・マスター）として販売。
ゲーム誌『ファミコン通信』の「クロスレビュー」でゴールド殿堂入りを獲得した。後に他機種版や続編が発売され、シリーズ化された（#評価、#他機種版、#続編）。
本作は架空の惑星・ソフィアをめぐる侵略者との戦いを主題としている一方、日本国外版として発売されたBlaster Masterでは地球人の少年がペットのカエルを追って地下世界に飛び込む内容に変更されている。
本稿ではその他のシリーズ作品についても併せて解説する。

## ゲーム内容
全8エリアのサイドビューステージと、サイドビューステージに存在する入り口から行くことができるトップビューのダンジョンステージから成り立っている。この2種類のステージを行き来しながらクリア条件を徐々に模索していく、探索型アクションゲームである。
サイドビューでは、戦闘万能車両「メタル・アタッカー」を操りながら、多彩なトラップが存在するステージを進む。場合によってはパイロット「ケイン・ガードナー」がメタル・アタッカーを降りて単独で探索する場面もある。ケインは高所から落ちるとダメージを受け、ある程度の高さから落下すると即死してしまうこともある。なお、ケインのライフはメタル・アタッカーに乗ると全回復する。ステージ中に存在する小さなダンジョン入り口には、メタル・アタッカーを降りて入る必要がある。ケインがダンジョンに入ると、銃とグレネードを武器に探索するトップビューアクションに切り替わる。
ステージ内には回復アイテムやメタル・アタッカー用装備などのアイテムが点在している。うち、メタル・アタッカーとケインのパワーエネルギーゲージ（ライフ）、およびメタル・アタッカーのホバーエネルギーゲージを回復させるカプセルは、光っているものは通常よりも回復量が多い
ステージ内に複数存在するダンジョンの中には最奥部にボスが待ち受けているものがあり、これを倒すとメタル・アタッカーの強化装備を入手できる。メタル・アタッカーは、入手した強化装備によってサイドビューステージのトラップをクリアすることができるようになり、次のステージに進むことができる。ボスはダンジョンステージのみに存在し、サイドビューステージで戦うことは無い。最終エリア最奥部のダンジョンに待ち受けるラストボスを倒せばゲームクリアとなる。
ゲーム中はコンティニューは無制限に可能だが、セーブ、パスワードといった中断機能は存在しない。

### ストーリー
宇宙暦2052年、ソフィア第三惑星は恐るべきGOEZ（ゴウズ）率いる「インベム暗黒星団」の襲来で、壊滅的なダメージを受けてしまう。難を逃れた衛星NORA（ノーラ）にある科学アカデミーは、ゴウズに対抗すべく最終兵器・超惑星万能車両メタル・アタッカー（NORA/MA-01）を開発する。そして、15歳の天才少年・ケイン=ガードナーがパイロットとしてメタル・アタッカーに搭乗。ゴウズを倒し、インベム暗黒星団を壊滅させるべく出撃する。ケインは並居る敵を倒し、遂にゴウズをも打倒する。インベム暗黒星団の本拠地が崩れていき、ソフィア第三惑星は青空を取り戻す。ケインはメタル・アタッカーに腰をかけ、その光景を眺めるのだった。

### 登場人物
ケイン・ガードナー
主人公。インベム暗黒星団壊滅のため、メタル・アタッカーのパイロットに選ばれた天才少年。15歳。天才的な操縦センスの他、戦士（コマンダー）として銃とグレネードによる白兵戦もこなす。一方、高所からの落下には弱く、自分のジャンプ力よりも高い所から落ちるだけでダメージを受けてしまう。
ジェニファー・コルネット
NORA科学アカデミーの科学者。17歳にしてメタルアタッカーの開発にも携わっている天才。パッケージに描かれている以外は本編中には出番は無く、エンディングのラストでケインと共にデフォルメされたイラストが表示されるのみ。
ゴウズ
インベム暗黒星団を率いる暴君で、ソフィア第三惑星に侵攻した。本作のラストボスであり、エリア8のボスとの連戦となる。鎧に身を包んだ人間に近い姿をしている。戦闘曲は専用BGMではなくエリア7のステージ曲である。他のボスと違って戦闘時に周囲が暗転しない。

### メカニック
メタル・アタッカー
衛星NORAの科学アカデミーの総力をあげて開発された戦闘万能車両。正式名称は「NORA/MA-01」。様々な兵装の他、アイテムを入手することでホバー移動、潜水、壁や天井への吸着といった様々な機能が解放されていく。ゲームスタート時には基地から発進する演出がある。

### ステージ構成
エリア1 森
エリア2 城
エリア3 基地
エリア4 洞窟
エリア5 水中
エリア6 氷
エリア7 地底
エリア8 体内

## 日本国外版

### ストーリー
舞台は地球。15歳の少年ジェイソンはフレッドというカエルを飼っていたが、ある日、フレッドは水槽から逃げ出し、家の外にあったコンテナに触れた途端、巨大化してそのまま地下へと落ちてしまった。ジェイソンはフレッドの落ちた穴に飛び込み、そこで謎の戦闘車両を発見する。地下世界にはミュータントの群れが蠢いており、この車両は彼らと戦うために作られた兵器だった。搭乗したジェイソンは、フレッドを探すうちに、やがてミュータントを率いるプルトニウム・ボスと戦うことになる。激しい戦いを経てジェイソンはプルトニウム・ボスと、その背後にいたマスター・ボスを倒し、元の姿に戻ったフレッドと共に脱出。ミュータントが巣食っていた山は崩れていき、空が晴れ渡る。その様子をジェイソンとフレッドは車両の上から眺めるのだった。

### 登場人物
ジェイソン・フラドニック
地球人の少年。フレッドを追って穴に飛び込んだ先で謎の戦闘車両を発見し、乗り込んで地下世界の冒険に旅立つ。海外版で追加されたオープニングデモでは茶髪だが、エンディングではケイン同様の青髪になっている。以降のシリーズ作品の多くで引き続き主人公を務めている。
フレッド
ジェイソンのペットだったカエルだが、水槽から逃げ出した際に家の外にあった「radioactive」（放射能）と書かれたコンテナに触れたことで巨大化し、そのまま地下世界へと落ちてしまう。
海外版ではエリア4のボス「ゲロール」とエリア7の「ファイヤーゲロール」はそれぞれ「フレッド」「エンハンスドフレッド」となっており、フレッドが変異したものとされる。また、エンディングでは主人公が車両の上に腰を掛けるシーンでは、主人公の横にフレッドの姿が追加されている。
2010年4月1日には海外にてフレッドを中心としたスピンオフ作品『Blaster Master: Destination Fred』がWiiウェアとして発表されたが、これはエイプリルフールのジョークである。
プルトニウム・ボス
日本版におけるエリア8のボス。海外版ではミュータント軍団（続編では「ライトニングビーイング」と呼ばれる）のリーダーとなっており、パッケージにも姿が描かれている。
マスター・ボス
プルトニウム・ボス撃破後に現れるラストボス。日本版におけるゴウズだが、説明書に存在が示唆されているだけで作中では詳細は明かされない。
なおジェニファー・コルネットに相当するキャラクターはおらず、エンディングの演出も異なる。

### メカニック
ビークル
『Blaster Master』では地下でジェイソンが発見した対ミュータント用戦闘車両。そのため、発進シーンの背景が洞窟に変わっている。ゲームでは正体は謎のままで名前も不明（説明書にも「Vehicle」としか書かれていない）。後述する通り、小説版以降は詳しい設定が付加され、ソフィア・ザ・サードと名付けられた。

## 他機種版
| No. | タイトル                                      | 発売日                       | 対応機種                                            | 開発元               | 発売元             | メディア                              | 型式 | 売上本数 | 備考                                   |
| --- | --------------------------------------------- | ---------------------------- | --------------------------------------------------- | -------------------- | ------------------ | ------------------------------------- | ---- | -------- | -------------------------------------- |
| 1   | メモリアル☆シリーズ サンソフト Vol.4          | 2002年2月14日                | PlayStation                                         | サンソフト           | サンソフト         | CD-ROM                                | -    | -        | 『リップルアイランド』とのカップリング |
| 2   | 超惑星戦記 メタファイト                       | 2010年3月30日                | Windows                                             | 東海エンジニアリング | D4エンタープライズ | ダウンロード （プロジェクトEGG）      | -    | -        |                                        |
| 3   | 超惑星戦記 メタファイト                       | 2009年12月14日 2010年6月29日 | Wii                                                 | 東海エンジニアリング | サンソフト         | ダウンロード （バーチャルコンソール） | -    | -        |                                        |
| 4   | メモリアル☆シリーズ サンソフト Vol.4          | 2010年10月13日               | PlayStation 3 PlayStation Portable PlayStation Vita | サンソフト           | サンソフト         | ダウンロード （ゲームアーカイブス）   | -    | -        | 『リップルアイランド』とのカップリング |
| 5   | 超惑星戦記 メタファイト                       | 2012年9月5日                 | ニンテンドー3DS                                     | 東海エンジニアリング | サンソフト         | ダウンロード （バーチャルコンソール） | -    | -        |                                        |
| 6   | 超惑星戦記 メタファイト                       | 2015年5月27日                | Wii U                                               | 東海エンジニアリング | サンソフト         | ダウンロード （バーチャルコンソール） | -    | -        |                                        |
| 7   | ファミリーコンピュータ Nintendo Switch Online | 2019年1月16日                | Nintendo Switch                                     | 任天堂               | 任天堂             | ダウンロード                          | -    | -        |                                        |

ファミリーコンピュータ Nintendo Switch Onlineでは通常版のほか、2019年2月13日に『超惑星戦記 メタファイト クライマックスバージョン』という特別版も配信されている。
この他にも、任天堂VS.システム用ゲームとしてアーケード版『Blaster Master』が海外向けに開発されていたが、最終的に発売中止となっている

## 開発
日本版『超惑星戦記 メタファイト』と海外版『Blaster Master』は世界観、ストーリーが異なっており、ストーリーに合わせてオープニングやエンディングの演出に差異が見られる。変更の理由について美術担当の岩田義明は、当時はまだ日本のアニメ風のストーリーが海外では人気が無く、「変えてほしい」という現地スタッフの要望を受けたためと語っている。

### スタッフ
- ディレクター：東谷浩明、北角浩一
- ヨーロッパ・バージョン・ディレクター：竹内昭人
- マネージャー：吉田喜春
- ゲーム・デザイン：SENTA（さだけんじ）
- キャラクター・デザイン：FANKY.（駕屋ひろゆき）（オリジナル）、リチャード・ロビンス（日本国外版）
- ボスキャラクター・デザイン：PGM F1（岩田義明）
- アート・デザイン：PGM F1（岩田義明）
- マップ・デザイン：PGM F1（岩田義明）
- 音楽：小高直樹
- サウンド・プログラム：MARUMO（諸田直久）
- プログラム：SENTA（さだけんじ）、KANZ（かじたけんじ）
- スペシャル・サンクス：もりけん、CHIAO

## 評価
- ゲーム誌『ファミコン通信』の「クロスレビュー」では、8・9・8・7の合計32点（満40点）でゴールド殿堂入りを獲得[2]、レビュアーの意見としては、「とにかく発想がいい」、「ゲームを制作する上の、最後のツメがうまくいったいい例」、「ゲーム構成もいろいろ工夫されていて、飽きない」、「すごくマジメに作ってあり、ゲームとしての完成度も高いと思うのだけど、ちょっと優等生的になりすぎて、まとまり過ぎちゃった気がしないでもない」などと評されている[13]。

- ゲーム誌『ファミリーコンピュータMagazine』の読者投票による「ゲーム通信簿」での評価は以下の通り19.78点（満30点）[1]。同誌1991年5月10日号特別付録の「ファミコンロムカセット オールカタログ」では、「サン電子の隠れた名作ゲーム」、「キャラの動きが印象的なアクションシューティング。全体的にかなり丁寧に作られている。音楽に関しても、良くできている」と紹介されている[1]。

| 項目 | キャラクタ | 音楽 | 操作性 | 熱中度 | お買得度 | オリジナリティ | 総合  |
| 得点 | 3.53       | 3.25 | 3.32   | 3.29   | 3.15     | 3.24           | 19.78 |

## 続編
日本国外ではBlaster Masterの続編として複数の作品が発売されている。一方の日本の『メタファイト』の続編は『メタファイトEX』が発売されたのみであり、『ブラスターマスター』以降は日本国内でも「ブラスターマスター」のタイトルに改められている。

### Blaster Master 2
1993年に北アメリカで発売されたSega Genesis用ソフト。日本未発売。製作はイギリスの開発会社Software Creations。『Blaster Master』の続編だが『超惑星戦記 メタファイト』とは世界観が異なるため、『メタファイト』の続編という訳ではない。前作に続いてジェイソン・フラドニックを主人公としている。舞台は前作の4年後。新たなライトニングビーイングの襲来を知ったジェイソンは封印していたSOPHIA The3rdを改造したS.O.P.H.I.A.（SOPHIA 4th）で再び戦いに赴く。
前作と違ってステージクリアタイプのアクションゲームであり、ゲームを進めるために前のエリアに戻る必要は無い。ゲーム画面は、ソフィア搭乗時の「サイドスクロールビュー」、パイロットを操作してダンジョンを探索する「ジェイソンビュー」、俯瞰視点ではなく真上からの視点となる「オーバーヘッドビュー」の三つの視点が切り替わって進む。今回はパイロット時もサイドビューとなっている。車両は斜めにも砲撃できるようになっている他、地形には45°の坂道が存在し、自機の向きに応じて砲撃の角度も変わる。オーバーヘッドビューは各エリアのボス撃破後の次のエリアへの通過点であり、ジャンプなどのアクションが存在せず全方位に自在に砲撃しながら進行する。パイロット時もサイドビューになった関係上、銃撃の向きを変えられ、落下によるダメージ・死亡も廃止されている。一方、ライフはパイロットと車両とで共有であり、前作と違って車両に戻っても回復しない。また、セーブやパスワード機能は今回も無く、コンティニュー回数も有限の残機制になった。

### メタファイトEX
『超惑星戦記 メタファイト』の続編。2000年2月24日にゲームボーイカラー用ソフトとして発売された。初代以外では唯一「メタファイト」単独の名義で発売されている作品である。日本国外でのタイトルはBlaster Master: Enemy Below（ブラスターマスター - エネミー・ビロウ）で、Blaster Masterシリーズの一作となっている。一作目『超惑星戦記 メタファイト』のアレンジ移植的な側面があり、ゲーム内容は一作目に準じているが、ステージの構造やボスは異なっている。

### ブラスターマスター
シリーズ初の3D作品。2000年7月13日にPlayStation用ソフトとして発売された。日本国内としては3作目に当たる作品だが、タイトルの通り海外で展開されていたBlaster Master系列の続編に当たり、『メタファイト』系列である前2作との繋がりは無い。翌年に発売された海外版のタイトルはBlaster Master: Blasting Again（ブラスターマスター - ブラスティング・アゲイン）で、日本版でもオープニングムービーではこのタイトルが表示される。本作以降は日本国内でも「ブラスターマスター」名義で発売されており、ストーリーも国内外で同様の内容となっている。

### Blaster Master: Overdrive
日本未発売。2010年に北アメリカ、欧州で発売されたWiiウェア作品で、製作はサンソフトが直接行っている。ストーリーは過去作とは独立しており、主人公はウイルス研究者のアレックスに交代している。未知のウイルス「D・ウィルス」によって動物が「D（デビル）・ミュータント」と化して人々を襲う中、D・ウイルスに侵された妻子を救うために万能車両ソフィア（S.O.P.H.I.A.）でD・ミュータントとの戦いに赴く。
ゲーム画面は旧作同様の2Dに回帰したが、グラフィックや演出はハード相応に進化しており、セーブ機能、マッピング機能、砲撃の向きを変える・向きを固定する、といったこれまでのシリーズで培ったシステムが活かされている。オープニングとエンディングでは一枚絵と文章でストーリーが表現される。また、地形に緩やかな傾斜があるという独自の要素や、強化や機能に応じて車両の外見が変化する演出もある。一方、車両に乗って戦うボス戦やボスの体力表示は廃止された。ラストシーンでは新たな戦いを示唆する演出があるものの、直系の続編は出ていない。

### ブラスターマスター ゼロ
シリーズのライセンスを得たインティ・クリエイツが製作したリニューアル作。2017年3月3日にニンテンドー3DS、Nintendo Switch用ソフトとして発売され、後にSTEAM、PlayStation 4、Xbox One、Xbox Series X/Sでも発売された。ゲーム画面や音源はファミコン時代の8bit機をモチーフとしているが、システム面では『超惑星戦記 メタファイト』（Blaster Master）をベースに以降の作品の要素も取り入れている。ストーリーは初代『Blaster Master』を基調として『超惑星戦記 メタファイト』の世界観や後述の小説版の設定を組み合わせて一から再構成し、登場人物も殆どは『Blaster Master』に準じているが、設定やデザインは全て一新されている。リメイクと紹介されることが多いが、開発側としては「シリーズの大きな流れのひとつであり、過去作品を整理してなるべく橋渡しするためのリブート」という認識で製作されている。

### ブラスターマスター ゼロ 2
2019年3月21日にNintendo Switch版が発売され、後にSTEAM、PlayStation 4、Xbox One、Xbox Series X/Sでも発売された。前作から続く『ブラスターマスター ゼロ』シリーズ第二作。開発は前作に続いてインティ・クリエイツ。ストーリーは前作から続き、主人公も同じくジェイソンが務めるが、旧作をベースとしていた前作に対して完全新作となっている。基本は従来と同じだが、各エリアは直接繋がってはいない独立したステージになっており、全体マップから目的地を選ぶステージ選択型になった。舞台はBlaster Masterシリーズに倣った地下世界から広がり、メタファイトシリーズのような宇宙へと移る。旧作と違って多くのキャラクターや新型のメタル・アタッカーが登場し、中には『いっき』『アトランチスの謎』『トリップワールド』『わくわく7』などいったサンソフト作品や、『ブラスターマスター』をモチーフとしたキャラクターも登場する。

### ブラスターマスター ゼロ 3
Nintendo Switch、STEAM、PlayStation 4、Xbox One、Xbox Series X/Sで2021年7月29日発売。開発は引き続きインティ・クリエイツで、『ブラスターマスター ゼロ』シリーズの最終章。前作で僅かに登場した『超惑星戦記 メタファイト』の惑星ソフィアが本格的に舞台となる他、突発的に発生する「次元のひずみ」から進入する「超次元空間」を行き来する要素が追加された。マップ構成は前作のステージ選択型から従来の探索型に回帰している。
舞台の他にも『ゼロ』で名前のみ出てきたケインとジェニファーが直接登場し、『ゼロ』シリーズを『メタファイト』の10年後と位置付けるなど、初代（メタファイト）との明確な結びつきを描く内容となっている。また、終盤には『ブラスターマスター』との結びつきも示唆した演出が盛り込まれている。

### ブラスターマスター ゼロ トリロジー メタファイトクロニクル
Nintendo Switch、PlayStation 4で2021年7月29日に『ブラスターマスター ゼロ 3』と同時発売した、『ブラスターマスター ゼロ』『ブラスターマスター ゼロ 2』『ブラスターマスター ゼロ 3』の『ゼロ』シリーズ三部作を収録したパッケージソフトである。さらに『ゼロ』『ゼロ 2』で配信された全てのダウンロードコンテンツを同梱し、キャラクターボイスも追加されている。『ゼロ』シリーズとしては初のパッケージ版の発売となる。サブタイトルではあるが、日本国内においては『メタファイトEX』以来の「メタファイト」の名を冠した作品である。

## 関連作品
単行本としての販売はないが、徳間書店発行の少年漫画雑誌『わんぱっくコミック』の1988年5月号と同年6月号に同ゲームタイトルとして掲載されている。
海外では1990年にNES用ソフトのノベライズシリーズ『Worlds of Power』（Scholastic Corporation）の一作として海外版『Blaster Master』の小説が発売されている。内容はゲームのストーリーを独自設定を用いて肉付けしたもので、『ブラスターマスター（Blaster Master: Blasting Again）』において小説版オリジナルキャラクターのイヴが登場するなど、一部設定はゲーム本編にも反映されている。また主人公の乗る戦闘車両に関して、ゲームでは正体も名前も不明だったが小説版では宇宙から飛来した異星文明の兵器であると説明されている。さらに日本版でポーズメニューに表示されていた「SOPHIA The3rd NORA MA-01」の文字が海外版でもそのままだったことから小説化の際に著者がそれを車両の名前だと思い、『超惑星戦記 メタファイト』の舞台名を冠した戦闘万能車両ソフィア・ザ・サード（SOPHIA The3rd NORA MA-01）と名付けられた。次回作以降でもこれらの設定が採用されている。